# Мороз по коже (фильм, 1963)
«Мороз по коже» (фр. Chair de poule) — франко-итальянская криминальная драма режиссёра Жюльена Дювивье, вышедшая на экраны в 1963 году.
В основу сюжета картины положен детективный роман английского писателя Джеймса Хэдли Чейза 1960 года «Легко приходят – легко уходят». Хотя действие картины перенесено во Францию, фильм выполнен под влиянием стилистики американского фильма нуар, в частности, таких картин, как «Почтальон всегда звонит дважды» Тэя Гарнетта. Фильм имеет интересную и увлекательную интригу и грамотно выполнен с постановочной точки зрения, однако не выходит за рамки стандартов детективного жанра.

## Сюжет
Два друга — Даниель Буассе (Робер Оссейн) и Поль Жене (Жан Сорель) — работают в Париже на заводе по производству сейфов, решая ограбить сейф одного из своих клиентов. Они проникают в его квартиру и вскрывают сейф. В этот момент неожиданно возвращается хозяин квартиры вместе с женой и вступает с грабителями в драку. Он набрасывается на Даниеля, Поль бьет его сзади статуэткой по голове и, как позднее выясняется, этот удар оказывается смертельным. Даниель выбегает через парадный вход и натыкается на полицейского, который ранит его в ногу и задерживает, а Полю удается скрыться. На суде Даниель ничего не рассказывает о Поле, и по обвинению в попытке ограбления и убийстве получает двадцать лет каторги. Приблизительно через год после ограбления, во время этапирования на железнодорожной станции ему удается снять с себя наручники и сбежать. Даниель добирается до южного побережья Франции, где знакомится с владельцем бензоколонки и небольшой автомастерской, пожилым и добродушным Тома (Жорж Уилсон). Даниель объясняет ему, что его обокрали, похитив все деньги и документы. Дела Тома не особенно процветают, но, видя, насколько хорошо Даниель разбирается в технике и, проникаясь к нему личной симпатией, он дает ему работу в автомастерской и небольшой гостевой домик для проживания. Тома знакомит Даниеля со своей молодой женой Марией (Катрин Рувель), бывшей официанткой, которая вышла за Тома, рассчитывая завладеть деньгами мужа. Обосновавшись на новом месте, Даниель звонит в Париж Полю и просит его приехать и помочь сделать новые документы. Тем временем Мария случайно замечает в газете информацию о розыске Даниеля, который представлен как сбежавший опасный взломщик сейфов и убийца. Она решает использовать Даниеля в своем плане похищения денег мужа. Шантажируя Даниеля тем, что донесет на него в полицию, и одновременно соблазняя его, Мария принуждает Даниеля вскрыть сейф, в котором Тома хранит свои немалые сбережения. Когда Тома уезжает на встречу с однополчанами, Даниель открывает сейф, но в этот момент из-за непогоды Тома неожиданно возвращается домой и застает Марию и Даниеля у открытого сейфа. Тома понимает, что план ограбления придумала Мария, и набрасывается на неё, она стреляет из заранее припасенного пистолета, убивая его наповал. Так как ни Мария, ни Даниель не заинтересованы в появлении полиции, они решают избавиться от тела, объясняя исчезновение Тома тем, что он уехал по побережью подбирать для себя новую автостанцию. Даниель закапывает тело Тома в автомастерской. Мария уговаривает Даниеля снова открыть сейф, забрать деньги и бежать, однако Даниель считает, что если они так поступят, то полиция их быстро вычислит и поймает. Мария теперь не может в полной мере шантажировать Даниеля, так как он забрал себе пистолет, из которого был сделан смертельный выстрел, с отпечатками её пальцев. В этот момент приезжает Поль с целью помочь Даниелю оформить новые документы. Узнав, что Поль тоже специалист по сейфам, Мария соблазняет и его, рассчитывая, что он откроет для неё сейф вместо Даниеля. Поль сначала отказывается, не желая вмешиваться в это подозрительное дело, но затем поняв, что речь идет о больших деньгам, соглашается открыть сейф за их половину. Тем временем на станцию заезжает один из дальних родственников Тома, злобный и алчный старик, собака которого находит участок свежей земли, где Даниель закопал тело. Думая, что там зарыты сокровища Тома, родственник предлагает откопать и поделить их, но Даниель категорически отказывается и выставляет его из дома. В следующий раз этот родственник приезжает вместе со здоровым сыном и оружием, и пока он удерживает Даниеля под дулом ружья, сын копает в автомастерской. Однако Даниелю удается плеснуть родственнику в лицо горящим маслом и схватить пистолет. Возникает перестрелка, в ходе которой Даниель ранит сына, а сын ранит его. Тем временем из города возвращаются Мария и Поль, они перебинтовывают Даниеля и укладывают его в кровать. Поль отправляет Марию в город за лекарствами для Даниеля, а сам отправляется к сейфу, вскрывает его и перекладывает деньги в сумку. В этот момент появляется Мария, которая ожидала такого поступка со стороны Поля и просто выжидала в засаде, когда тот наконец откроет сейф, чтобы завладеть деньгами. Она достает пистолет, требуя отдать ей все деньги, однако Поль убивает её, берет сумку с деньгами и намеревается скрыться на автомобиле. Тем временем обожженный родственник Тома обращается в больницу, а оттуда поступает сигнал в полицию. Полиция выставляет на дороге оцепление, рассчитывая перерезать Даниелю дорогу к бегству. Поль на машине с деньгами натыкается на это оцепление, разворачивается и едет в обратном направлении, преследуемой полицией, которая ведет по его машине огонь. В итоге он получает ранение, теряет сознание, врезается в заправочную колонку. Происходит взрыв, в результате которого погибает и Поль, и деньги. На станции вспыхивает пожар, за которым наблюдает раненый Даниель.

## В главных ролях
Робер Оссейн — Даниель Буассе
Катрин Рувель — Мария
Жан Сорель — Поль Жене
Жорж Уилсон — Тома